# As Allelé
As Allelé är ett berg i Djibouti. Det ligger i den centrala delen av landet, 50 km nordväst om huvudstaden Djibouti. Toppen på As Allelé är 1 133 meter över havet.
Terrängen runt As Allelé är huvudsakligen kuperad. Runt As Allelé är det mycket glesbefolkat, med 7 invånare per kvadratkilometer. Det finns inga samhällen i närheten. Omgivningarna runt As Allelé är i huvudsak ett öppet busklandskap.